# Grb Sudana
Grb Sudana je službeno usvojen 1969. godine.
Grb prikazuje pticu sekretar (Sagittarius serpentarius) koja drži štit iz vremena vladavine Muhammada ibn Abdallaha, koji je vladao Sudanom tijekom 19. stoljeća. Iznad ptice je traka s državnim geslom An-nasr lana النصر لنا (Pobjeda je naša), a ispod je službeno ime države جمهورية السودان Jumhuriyat as-Sudan (Republika Sudan).
Na prijašnjem grbu nalazio se nosorog i dvije palme, te službeno ime države.